# Jan Costin Wagner
Pour les articles homonymes, voir Wagner.
Œuvres principales
- Série Kimmo-Joentaa

Jan Costin Wagner, né le 13 octobre 1972 à Langen, est un écrivain allemand, auteur de roman policier.

## Biographie
Jan Costin Wagner est titulaire d'une licence d'allemand et d'histoire de l’Université de Francfort-sur-le-Main, avec une thèse sur Adalbert Stifter. 
Ses romans ont pour cadre la Finlande, d’où sa femme est originaire.
Son roman intitulé Le Silence est adapté au cinéma en 2010 par Baran bo Odar sous le titre Il était une fois un meurtre.

## Œuvre

### Romans

#### SérieKimmo-Joentaa
1. Lune de glace, Gallimard, coll. « Série noire », 2006 ((de) Eismond, 2003), trad. Stéphanie Lux, 316 p.  (ISBN 2-07-031647-5)Réédition, Actes Sud, coll. « Babel noir » no 68, 2012, 320 p. (ISBN 978-2-330-01300-4)
2. Le Silence[2], Jacqueline Chambon, 2009 ((de) Das Schweigen, 2007), trad. Marie-Claude Auger, 237 p.  (ISBN 978-2-7427-8594-0)Réédition, Actes Sud, coll. « Babel noir » no 96, 2013, 311 p. (ISBN 978-2-330-02488-8)
3. L’Hiver des lions[3], Jacqueline Chambon, 2010 ((de) Im Winter der Löwen, 2009), trad. Marie-Claude Auger, 254 p.  (ISBN 978-2-7427-9292-4)Réédition, Actes Sud, coll. « Babel noir » no 130, 2015, 314 p. (ISBN 978-2-330-04869-3)
4. Lumière dans une maison obscure, Jacqueline Chambon, 2012 ((de) Das Licht in einem dunklen Haus, 2011), trad. Marie-Claude Auger, 320 p.  (ISBN 978-2-330-01255-7)Réédition, Actes Sud, coll. « Babel noir » no 160, 2016, 336 p. (ISBN 978-2-330-06447-1)
5. Le premier mai tomba la dernière neige, Jacqueline Chambon, 2015 ((de) Tage des letzten Schnees, 2014), trad. Marie-Claude Auger, 320 p.  (ISBN 978-2-330-05643-8)Réédition, Actes Sud, coll. « Babel noir » no 192, 2017, 361 p. (ISBN 978-2-330-08721-0)
6. Sakari traverse les nuages, Jacqueline Chambon, 2018 ((de) Sakari lernt, durch Wände zu gehen, 2017), trad. Marie-Claude Auger, 256 p.  (ISBN 978-2-330-11334-6)

### Romans indépendants
- (de) Nachtfahrt, 2002
- (de) Schattentag, 2005
- L'Été la nuit, Actes Sud, coll. « Actes noirs », 2021 ((de) Sommer bei Nacht, 2020), trad. Marie-Claude Auger, 288 p.  (ISBN 978-2-330-15425-7)

## Adaptation cinématographique
- 2010 : Il était une fois un meurtre (Das letzte Schweigen), film allemand réalisé par Baran bo Odar, d'après le roman Le Silence (Das Schweigen, 2007), avec Ulrich Thomsen